# Lysimachia huitsunae
Lysimachia huitsunae là một loài thực vật có hoa trong họ Anh thảo. Loài này được S.S. Chien mô tả khoa học đầu tiên năm 1933.